# محمد رمضانی
محمد رمضانی ، ملقب به حاجی خاور و مشهور به پدر کتاب ایران  (زاده ۱۲۸۳ هـ.ش. - درگذشته تیرماه ۱۳۴۶)ناشر، کتاب‌شناس و گردآورندهٔ کتابها و نشریات ایرانی بود. وی مؤسس انتشارات «کُلالهٔ خاور» بود. او توانست بیش از ۷۰۰ جلد کتاب چاپ کند. رمضانی مدیریت سه مجلهٔ مهم را از سال ۱۳۰۲ شمسی تا ۱۳۱۱ شمسی به عهده داشت که هر کدام در نوع خود دارای اهمیت به‌سزایی هستند.

## پیشینه خانوادگی
پدربزرگ او، رمضانعلی تاجر کاشانی بود که او هم به شغل نشر و فروش کتاب می‌پرداخت. پدر وی، حاج میرزا علی‌اصغر، کتابفروش و ناشر عصر ناصری بود. او همچنین اولین قرآن نفیس را در ایران منتشر کرد. قرآنی که بعدها به «قرآن باغچه‌سرا» معروف شد. عموی او، حاج محمد حسین برادر میرزا علی‌اصغر نیز ناشر بود. او ناشر شاهنامه چاپ سنگی بود.
پسر وی، محسن رمضانی همانند پدرش کار نشر کتاب را در پیش گرفت و صاحب انتشارات پدیده بود. پسر برادرش، علیرضا رمضانی نیز مدیر نشر مرکز است.

## تحصیلات
محمد رمضانی پس از گذراندن دوره ابتدایی و متوسطه در مدرسه سلطانی، برای ادامه تحصیل به مدرسه سیاسی رفت و از محضر استادانی همچون ذکاء الملک، اقبال، میرزاطاهر، فروزانفر، پورداود و فاضل تونی بهره‌مند شد.

## نشر و گردآوری کتاب
رمضانی در سال ۱۳۰۲ انتشارات شرق را راه‌اندازی کرد که هفت سال بعد نام آن را کُلاله خاور گذاشت. کتابفروشی «کلاله خاور» نخست در ابتدای لاله‌زار قرار داشت و بعد به خیابان شاه‌آباد نزدیک کوچه سیدهشام و بعدها به خیابان اکباتان منتقل شد.
او هم از پیشگامان نسل اول ناشران ایران بود. هم ایشان «نخستین نشریه ادواری خاص و مستقل در زمینه کتاب» را به نام فصلنامه کتاب در ۶۴ صفحه در فروردین ۱۳۱۱ منتشر کرد. ایشان بعدها جزوه‌های هفتگی «افسانه» را منتشر کرد (در ۸ تا ۱۶ صفحه) که در آنها ادبیات جهان و برخی از آثار فارسی معرفی می‌شد.
وی در بین سالهای ۱۳۰۳–۱۳۱۰ سه دوره مجله شرق را با مدیریت خود و سردبیری سعید نفیسی منتشر کرد.
او در طول حیاتش تمام تلاش خود را به کار برد تا کتابخانه‌ای را برای نگه‌داری از مجموعه عظیم خود برپاکند. مبلغ موردنیاز که دویست هزار تومان (در سال ۱۳۴۴) بود نتوانست جمع‌آوری کند. برای تهیه این پول او حاضر بود سه باب مغازه «کلاله خاور» را با هفتاد هزار تومان کتاب موجودی آن به هر کس که مایل باشد بفروشد. ولی این امر محقق نشد و بعد از فوتش طبق وصیت او، مجموعه کتابها، نشریات، کاتالوگها و بروشورهای مختلف که شامل حدود ۴۰ هزار کتاب چاپی و ۲ هزار نسخه خطی بود به کتابخانه مسجداعظم (آیت الله بروجردی) در قم منتقل شد.